# Alberto Angela

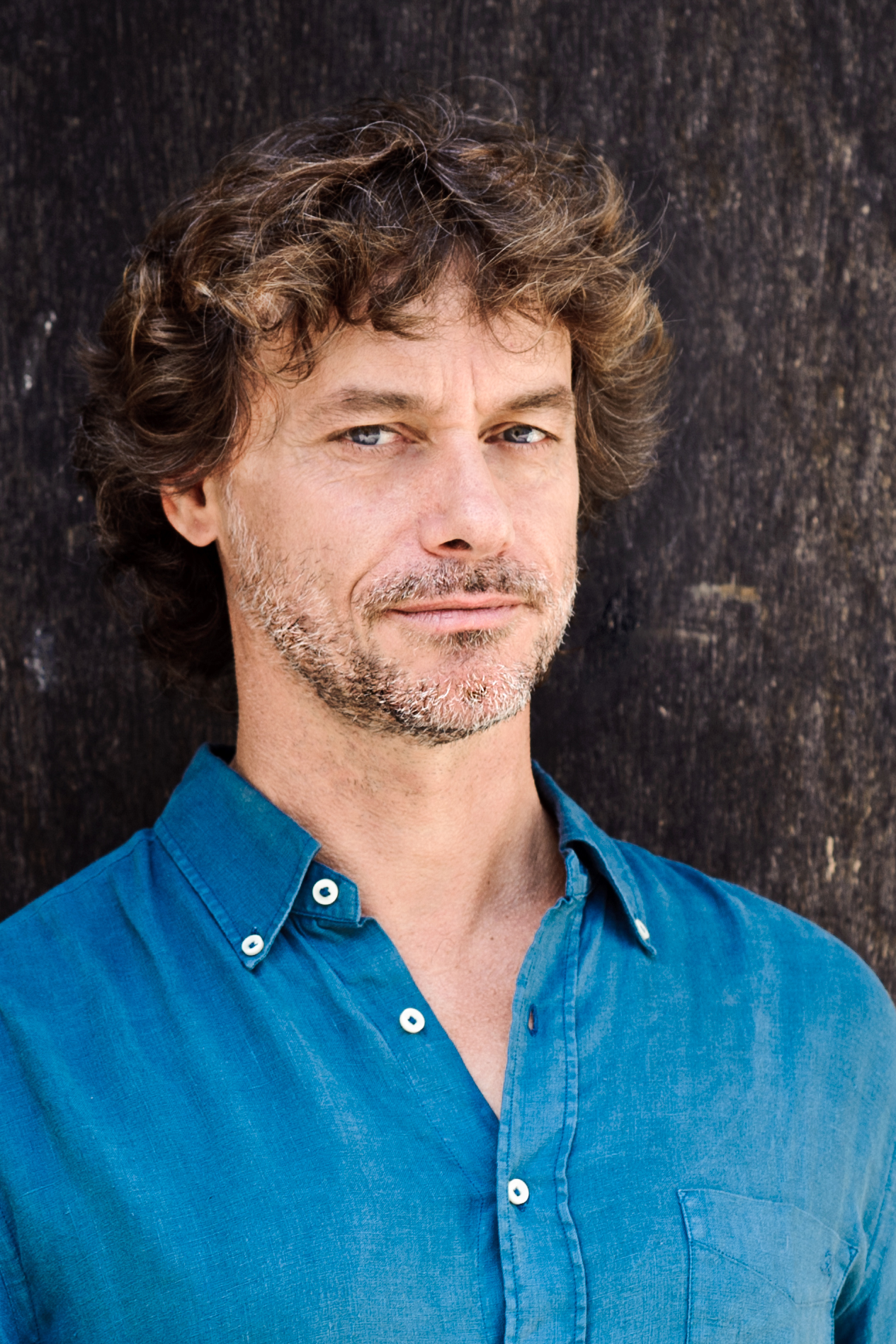
Alberto Angela (2013)

Alberto Angela (* 8. April 1962 in Paris) ist ein italienischer Paläontologe, Wissenschaftsjournalist und Sachbuchautor.

## Leben
Alberto Angela, Sohn des Fernsehmoderators Piero Angela, besuchte das Lycée Chateaubriand di Roma und absolvierte in Frankreich das Baccalauréat. Er studierte Stammesgeschichte des Menschen an der Harvard University, Wirtschaftswissenschaft an der Columbia University und Psychologie an der University of California, Los Angeles. An der Universität La Sapienza in Rom erwarb er einen naturwissenschaftlichen Abschluss und ist als wissenschaftlicher Buchautor und Moderator der italienischen Wissenschaftssendung Ulisse – Il piacere della scoperta auf Rai Tre bekannt.

## Veröffentlichungen (Auswahl)
- Musei (e mostre) a misura d'uomo. Come comunicare attraverso gli oggetti (1988)
- mit Piero Angela: La straordinaria storia dell'uomo. Indizio per indizio un'investigazione sulle nostre origini (1989)
- mit Piero Angela: La straordinaria storia della vita sulla terra. Diario di un viaggio lungo quattro miliardi di anni (1992)
- Il pianeta dei dinosauri. Quando i grandi rettili dominavano il mondo (1993)
- mit Piero Angela: Dentro il Mediterraneo (1995)
- mit Piero Angela: La straordinaria avventura di una vita che nasce. Nove mesi nel ventre materno  (1996)
- mit Piero Angela und Alberto Luca Recchi: Squali (1997)
- mit Piero Angela: Viaggio nel cosmo. Alla scoperta dei misteri dell'Universo (1997)
- mit Piero Angela und Giuseppe Pederiali:  Il paesaggio che verrà (2000)
- mit Piero Angela und Alberto Luca Recchi: Mostri marini (2001)
- Una giornata nell'antica Roma. Vita quotidiana, segreti e curiosità (2007)
- Impero. Viaggio nell'Impero di Roma seguendo una moneta (2010)
- Amore e sesso nell'antica Roma (2012)
  - deutsch: Liebe und Sex im alten Rom. Wilhelm Goldmann, München 2014, ISBN 978-3-442-15821-8.
- Viaggio nella Cappella Sistina. Alla scoperta del più grande tesoro artistico di tutti i tempi (2013)
- I tre giorni di Pompei (2013)
  - deutsch: Pompeji – Die größte Tragödie der Antike (2016)